# 九龍政府船塢
九龍政府船塢（英語：Kowloon Government Dockyard）是香港昔日一個政府船塢，位於九龍尖沙咀廣東道，前佐敦道碼頭以南，於1997年停用拆卸。
九龍政府船塢原稱九龍海軍船塢，在船塢建成前已是英軍軍艦的停泊地點。1930年代，由於香港島的添馬艦海軍船塢已不敷應用，故軍方於1934年興建了九龍海軍船塢，並設立了魚雷廠。1938年，英軍的香港仔分塢及昂船洲軍械廠落成時，九龍海軍船塢內部份設施並移往該兩處。
1959年10月，英軍將船塢交予香港政府，作為民用船塢，船塢遂改為現稱，並設立了香港海事處的工場和倉庫。1970年代，舊尖沙咀消防局不敷應用，船塢南部的魚雷廠被拆卸興建新消防局。而部分用地後來也成為港府安置船民的選址，這些人之後再被送到深水埗羈留中心和民安隊管理的漆咸道難民營。:7
1990年代，船塢也成為香港海關海域行動組的駐地。
1997年，隨著西九龍填海工程，九龍政府船塢對開海面變成陸地，船塢遂停用拆卸，被位於昂船洲的昂船洲政府船塢所取代，現成為港鐵屯馬綫九龍南綫柯士甸站的一部份。